# Lista de prêmios e indicações recebidos por Lupita Nyong'o
Ao longo de sua extensa carreira em teatro, cinema e televisão, a atriz queniano-mexicana Lupita Nyong'o recebeu inúmeras indicações às principais premiações da indústria cinematográfica e televisiva. Dentre as honrarias recebidas por Nyong'o, destacam-se seu primeiro Prêmio da Academia na categoria de Melhor Atriz Coadjuvante por sua atuação no drama histórico 12 Years a Slave (2013). Nesta ocasião, Nyong'o tornou-se a primeira atriz de origem africana e latino-americana a vencer o prêmio. Paralelamente, Nyong'o também foi nomeada para o igualmente prestigioso Globo de Ouro de Melhor Atriz Coadjuvante em Cinema, um BAFTA de Melhor Atriz Coadjuvante em Cinema e um Prémio Screen Actors Guild de Melhor Atriz Secundária em Cinema, sendo vencedora deste último.
Em 2015, com uma carreira bem consolidada e reconhecida no cinema e na televisão, Nyong'o fez sua estreia na Broadway ao interpretar uma jovem órfã na aclamada peça teatral Eclipsed, pela qual recebeu o Prêmio Mundial de Teatro de Melhor Estreia em Peça da Broadway. Por este mesmo papel, Nyong'o também foi indicada ao Prêmio Tony de Melhor Atriz Principal em Peça de Teatro.
Em 2018, Nyong'o interpretou a personagem Nakia no filme de super-herói Black Panther, integrante da aclamada franquia midiática Universo Cinematográfico Marvel, que rendeu-lhe  múltiplas indicações a prêmios, incluindo o BET Award para Melhor Atriz, Prêmio NAACP Image de Melhor Atriz Coadjuvante no Cinema e o Prêmio Saturno de Melhor Atriz em Cinema. No ano seguinte, a atriz estrelou o terror psicológico Us (2019), dirigido por Jordan Peele, que rendeu-lhe o Prémio Critics Choice de Melhor Atriz em Cinema, dois MTV Movie Awards, um Prêmio NAACP Image de Melhor Atriz no Cinema, dentre outros.

## Prêmios e indicações

### Óscar
O "Óscar" ("Academy Awards") é uma das principais cerimônias de premiações dos Estados Unidos, através do qual a Academia de Artes e Ciências Cinematográficas reconhece anualmente a excelência técnica e performática em produções cinematográficas dos mais distintos gêneros.
| Ano  | Categoria                | Indicado/Obra    | Resultado | Ref.   |
| ---- | ------------------------ | ---------------- | --------- | ------ |
| 2014 | Melhor Atriz Coadjuvante | 12 Years a Slave | Venceu    | [ 14 ] |

### Globo de Ouro
O "Globo de Ouro" ("Golden Globe Awards") é uma das mais aclamadas cerimônias de premiações dos Estados Unidos, através do qual a Associação de Imprensa Estrangeira de Hollywood reconhece anualmente o nível técnico e performático em produções musicais, cinematográficas e televisivas nos gêneros Drama, Comédia e Musical.
| Ano  | Categoria                         | Indicado/Obra    | Resultado | Ref.   |
| ---- | --------------------------------- | ---------------- | --------- | ------ |
| 2013 | Melhor Atriz Secundária em Cinema | 12 Years a Slave | Indicada  | [ 16 ] |

### Prêmio Screen Actors Guild
O "Prêmio do Sindicato dos Atores" ("Screen Actors Guild Awards") foi estabelecido em 1995 pelo Sindicato dos Atores da Cine-Federação Estadunidense de Artistas de Rádio e Televisão (SAG-AFTRA) e destina-se a reconhecer os méritos performáticos e técnicos de produções cinematográficas e televisivas em diversas categorias de premiação que contemplam exclusivamente aspectos de performance.
| Ano  | Categoria                         | Indicado/Obra    | Resultado | Ref.   |
| ---- | --------------------------------- | ---------------- | --------- | ------ |
| 2014 | Melhor Atriz Secundária em Cinema | 12 Years a Slave | Venceu    | [ 19 ] |
| 2014 | Melhor Elenco em Cinema           | 12 Years a Slave | Indicada  | [ 19 ] |
| 2019 | Melhor Elenco em Cinema           | Black Panther    | Venceu    | [ 20 ] |
| 2020 | Melhor Atriz Principal em Cinema  | Us               | Indicada  | [ 21 ] |

### Prémios Emmy do Primetime
Os Prémios Emmy do Primetime ("The Primetime Emmy Awards") foram fundados em 1949 pela Academia de Artes & Ciências Televisivas (Academy of Television Arts & Sciences) e destina-se a reconhecer a excelência performática e técnica em produções televisivas estadunidenses exibidas originalmente em horário nobre.
| Ano  | Categoria       | Indicado/Obra | Resultado | Ref.   |
| ---- | --------------- | ------------- | --------- | ------ |
| 2020 | Melhor Narrador | Serengeti     | Indicada  | [ 23 ] |
| 2022 | Melhor Narrador | Serengeti     | Indicada  | [ 24 ] |

### Prêmio Tony
O "Prêmio Antoinette Perry de Excelência em Teatro" ("Tony Awards") foi estabelecido em 1947 pela American Theatre Wing (The Wing), uma organização não-governamental de fomento às artes cênicas da cidade de Nova Iorque, e destina-se a reconhecer a excelência em performances e produções teatrais apresentadas no circuito Broadway.
| Ano  | Categoria                                | Indicado/Obra | Resultado | Ref.   |
| ---- | ---------------------------------------- | ------------- | --------- | ------ |
| 2016 | Melhor Atriz Principal em Peça de Teatro | Eclipsed      | Indicada  | [ 25 ] |